# Cynopterus titthaecheilus
Cynopterus titthaecheilus é uma espécie de morcego da família Pteropodidae. Pode ser encontrada na Indonésia e Timor-leste.